# Temnoplectron diversicolle
Temnoplectron diversicolle là một loài bọ cánh cứng trong họ Bọ hung (Scarabaeidae).